# El Franco
El Franco è un comune spagnolo di 4 123 abitanti situato nella comunità autonoma delle Asturie. Nel comune si parla l'eonaviego, variante galiziana con tratti asturiani.